# NGC 2340
NGC 2340 est une vaste galaxie elliptique située dans la constellation du Lynx. NGC 2340 a été découverte par l'astronome germano-britannique William Herschel en 1788.

## Caractéristiques
Sa vitesse par rapport au fond diffus cosmologique est de 6 008 ± 9 km/s, ce qui correspond à une distance de Hubble de 88,6 ± 6,2 Mpc (∼289 millions d'al).
À ce jour, six de mesures non basées sur le décalage vers le rouge (redshift) donnent une distance de 96,817 ± 30,749 Mpc (∼316 millions d'al), ce qui est à l'intérieur des valeurs de la distance de Hubble. Notons cependant que c'est avec la valeur moyenne des mesures indépendantes, lorsqu'elles existent, que la base de données NASA/IPAC calcule le diamètre d'une galaxie et qu'en conséquence le diamètre de NGC 2340 pourrait être d'environ 53,9 kpc (∼176 000 al) si on utilisait la distance de Hubble pour le calculer.